# السياسة في كرواتيا

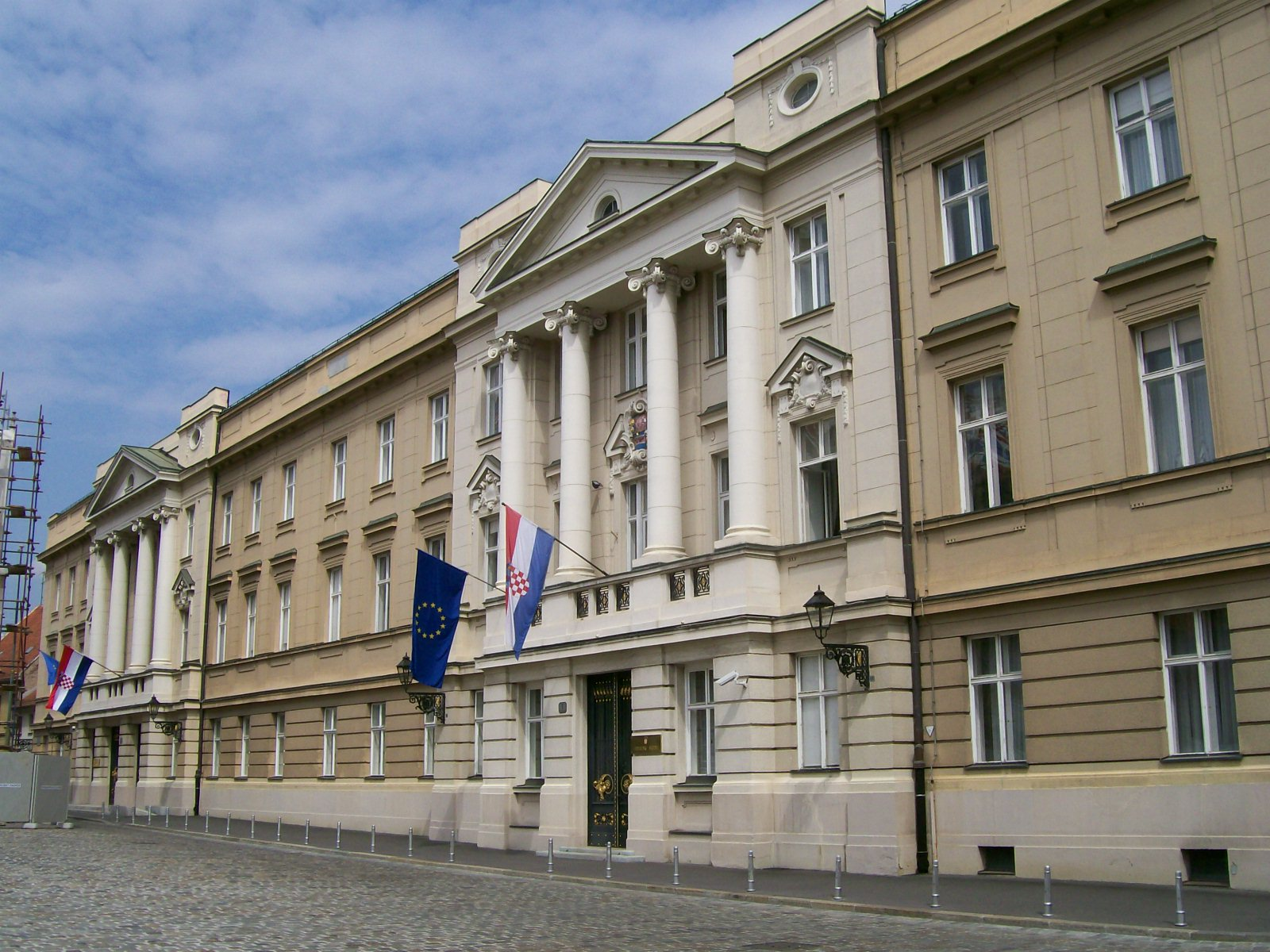

يتم تعريف السياسة في كرواتيا من خلال إطار جمهوري ديمقراطي تمثيلي برلماني، يكون فيه رئيس وزراء كرواتيا هو رئيس الحكومة في نظام متعدد الأحزاب. تمارس الحكومة ورئيس كرواتيا السلطة التنفيذية. السلطة التشريعية منوطة بالبرلمان الكرواتي (بالكرواتية: سابور). والسلطة القضائية مستقلة عن السلطة التنفيذية والسلطة التشريعية. اعتمد البرلمان دستور كرواتيا الحالي في 22 ديسمبر 1990 وقرر إعلان الاستقلال عن يوغوسلافيا في 25 مايو 1991. بدأ سريان القرار الدستوري المتعلق بسيادة جمهورية كرواتيا واستقلالها في 8 أكتوبر 1991. منذ ذلك الحين، عُدِّل الدستور عدة مرات. نشأت الأحزاب الحديثة الأولى في البلاد في منتصف القرن التاسع عشر، وتغير جدول أعمالها واجتذابها، بما يعكس التغيرات الاجتماعية الرئيسية، مثل: تفكك الإمبراطورية النمساوية المجرية، ومملكة الصرب والكروات والسلوفينيين، والديكتاتورية والاضطرابات الاجتماعية في المملكة، والحرب العالمية الثانية، وإقامة الحكم الشيوعي، وتفكك جمهورية يوغوسلافيا الاشتراكية الاتحادية.
رئيس الجمهورية هو رئيس الدولة والقائد الأعلى للقوات المسلحة الكرواتية، يُنتخب بشكل مباشر لولاية مدتها خمس سنوات. يرأس الحكومة (بالكرواتية: فلادا)، التي هي السلطة التنفيذية الرئيسية في كرواتيا، رئيس الوزراء الذي يحظى بأربعة نواب لرئيس الوزراء يشغلون أيضًا منصب وزراء في الحكومة. هناك 20 وزيرًا مسؤولًا عن أنشطة معينة. الفرع التنفيذي هو المسؤول عن اقتراح التشريعات والميزانية وتنفيذ القوانين وتوجيه السياسات الخارجية والداخلية. البرلمان هو هيئة تشريعية ذات مجلس واحد. يتراوح عدد ممثلي البرلمان الكرواتي من 100 إلى 160؛ يتم انتخابهم بالاقتراع الشعبي لمدة أربع سنوات. تشمل صلاحيات الهيئة التشريعية سن وتعديل الدستور والقوانين؛ اعتماد ميزانية الحكومة، وإعلان الحرب والسلام، وتحديد الحدود الوطنية، والدعوة إلى الاستفتاءات والانتخابات، وتعيين الضباط وإعفاءهم، والإشراف على حكومة كرواتيا وغيرها من أصحاب السلطات العامة المسؤولين عن البرلمان الكرواتي، ومنح العفو. ينص الدستور والتشريعات الكرواتية على إجراء انتخابات رئاسية وبرلمانية منتظمة، وانتخاب حكام المقاطعات (رؤساء المقاطعات) والجمعيات، ورؤساء البلديات والمدن والمجالس.
يوجد في كرواتيا نظام قضائي مستقل يتألف من ثلاثة مستويات ويحكمه دستور كرواتيا والتشريع الوطني الذي يسنه البرلمان الكرواتي. المحكمة العليا هي أعلى محكمة استئناف في كرواتيا، في حين أن محاكم البلديات والمقاطعات هي محاكم ذات اختصاص عام. المحاكم المتخصصة في كرواتيا هي: المحاكم التجارية والمحكمة التجارية العليا ومحاكم الجنح ومحكمة الجنح العليا والمحاكم الإدارية والمحكمة الإدارية العليا. المحكمة الدستورية الكرواتية هي محكمة تتعامل في المقام الأول مع القانون الدستوري. وتتمثل سلطتها الرئيسية في الحكم على ما إذا كانت القوانين التي يتم الاعتراض عليها غير دستورية في الواقع، أي ما إذا كانت تتعارض مع الحقوق والحريات المنصوص عليها دستوريًا. يمثّل مكتب المدعي العام الدولةَ في الإجراءات القانونية.
صنفت وحدة الاستخبارات الاقتصادية كرواتيا على أن «ديمقراطيتها بها خلل» في عام 2018.

## الإطار القانوني
كرواتيا جمهورية برلمانية ديمقراطية وحدوية. في أعقاب انهيار رابطة شيوعيي يوغسلافيا، اعتمدت كرواتيا دستورًا جديدًا في عام 1990 -الذي حلّ محلّ دستور عام 1974 الذي تبنته جمهورية كرواتيا الاشتراكية- ونظمت أول انتخابات متعددة الأحزاب. رغم أن دستور عام 1990 ما زال ساري المفعول، عُدِّل أربع مرات منذ اعتماده، في الأعوام 1997 و2000 و2001 و2010. أعلنت كرواتيا الاستقلال عن يوغوسلافيا في 8 أكتوبر 1991، ما أدى إلى تفكك يوغوسلافيا. اعترفت الأمم المتحدة دوليًا بوضع كرواتيا كبلد في عام 1992. بموجب دستورها لعام 1990، عملت كرواتيا بنظام شبه رئاسي حتى عام 2000 عندما تحوّلت إلى نظام برلماني. تنقسم السلطات الحكومية في كرواتيا إلى سلطات تشريعية وتنفيذية وقضائية. النظام القانوني في كرواتيا هو القانون المدني، وهو إلى جانب الإطار المؤسسي متأثّر بشدة في التراث القانوني للإمبراطورية النمساوية المجرية. بحلول الوقت الذي اكتملت فيه مفاوضات الانضمام إلى الاتحاد الأوروبي في 30 يونيو 2010، كان التشريع الكرواتي منسجمًا بالكامل مع تشريعات المجتمع الأوربي. أصبحت كرواتيا إحدى الدول الأعضاء في الاتحاد الأوروبي في 1 يوليو 2013.

## السلطة التنفيذية
رئيس الجمهورية هو رئيس الدولة؛ ويُنتخب مباشرة ويشغل منصبه لمدة خمس سنوات. الرئيس هو القائد الأعلى للقوات المسلحة، ويترتّب عليه واجب إجرائي في تعيين رئيس الوزراء بموافقة البرلمان من خلال تصويت الأغلبية (غالبية النواب)، ويحظى ببعض التأثير في السياسة الخارجية. أجريت أحدث انتخابات رئاسية في 11 يناير 2015 وفازت بها كوليندا غرابار كيتاروفيتش. أدت اليمين الدستورية في 15 فبراير 2015. يحصر الدستور من يشغل المنصب الرئاسي بفترتين كحد أقصى ويمنع الرئيس من أن يكون عضوًا في أي حزب سياسي. وبالتالي، ينسحب الرئيس المنتخَب من عضوية الحزب قبل تنصيبه.
يرأس الحكومة، التي هي السلطة التنفيذية الرئيسية في كرواتيا، رئيس الوزراء الذي يحظى بأربعة نواب يشغلون أيضًا منصب وزراء في الحكومة. هناك 16 وزيرًا آخر يعيّنهم رئيس الوزراء بموافقة البرلمان (غالبية جميع النواب)؛ يكون هؤلاء مسؤولين عن قطاعات معينة من النشاط. اعتبارًا من 19 أكتوبر 2016، نواب رئيس الوزراء هم مارتينا داليتش ودافور إيفو ستير وإيفان كوفاتشيتش ودامير كرستشيفيتش. ينتمي وزراء الحكومة إلى الاتحاد الديمقراطي الكرواتي (HDZ)، وجسر القوائم المستقلة (MOST) وهناك خمسة وزراء مستقلين. السلطة التنفيذية هي المسؤولة عن اقتراح التشريعات والميزانية، وتنفيذ القوانين، وتوجيه سياسات البلاد الخارجية والداخلية. يقع مقر الحكومة الرسمي في بانسكي دفوري. اعتبارًا من 19 أكتوبر 2016، أصبح أندريه بلينكوفيتش رئيس الوزراء.